# Árpád Lengyel
Árpád Lengyel, né le 4 septembre 1915 et mort le 30 avril 1993 à Edgewater (New Jersey), est un nageur hongrois spécialiste des épreuves de nage libre et de dos.

## Palmarès

### Jeux olympiques
- Jeux olympiques de 1936 à Berlin (Allemagne) :
  -  Médaille de bronze du 4 × 200 m nage libre[1].

### Championnats d'Europe
- Championnats d'Europe 1934 à Magdebourg (Allemagne) :
  -  Médaille d'or du 4 × 200 m nage libre.
- Championnats d'Europe 1938 à Londres (Royaume-Uni) :
  -  Médaille de bronze du 100 m dos.